# Amata interniplaga
Amata interniplaga is een vlinder uit de familie spinneruilen (Erebidae), onderfamilie beervlinders (Arctiinae). De wetenschappelijke naam van de soort is voor het eerst geldig gepubliceerd in 1890 door Mabille.
Deze nachtvlinder komt voor in tropisch Afrika.